# Rudolf von Laban
Rudolf von Laban, maďarsky Rezső Lábán de Váraljas (15. prosince 1879, Bratislava - 1. července 1958, Weybridge) byl slovensko-maďarský tanečník, choreograf, estetik, taneční teoretik, filozof, jeden z průkopníků moderního výrazového tance, psychologie pohybu a pohybové terapie.

## Život
Pocházel ze šlechtické rodiny, s francouzskými kořeny (de La Banne). Jeho otec byl významným důstojníkem rakousko-uherské armády a dokonce guvernérem Bosny a Hercegoviny, kde tak Laban strávil část dětství (jinak především ve Vídni). Rudolf se měl stát důstojníkem jako otec, ale z vídeňské vojenské školy utekl do Paříže, kde začal studovat architekturu na Écoles des Beaux Arts. Studium architektury ho přimělo zabývat se otázkou zlatého řezu a jeho vztahu k lidskému tělu. Tím začal svůj zájem přesouvat k umění.
Po smrti první ženy odešel ve třiceti letech do Mnichova, kde potkal tanečnici Heidi Dzinkowskou, pod jejímž vlivem se začal věnovat tzv. expresionistickému tanci (Ausdruckstanz). Otevřel si také první letní školu tance a umění (1908-1914). Se svou druhou ženou Majou a jejími pěti dětmi působil také v umělecké komuně v Monte Verita ve Švýcarsku. Komuna však zanikla na počátku první světové války. V roce 1915 tedy přesídlil do Curychu, kde si založil taneční a pohybovou školu. Jeho cílem nebylo jen umění, ale věřil i v terapeutické účinky tance, zejména sborového. Navíc byl jeho systém napojen na mystiku, teozofii, súfismus apod. Stal se dokonce členem Crowleyho "templářského řádu" Ordo Templi Orientis. Laban se stal též přítelem švýcarského psychologa Carla Gustava Junga a také Josepha Pilatese, tvůrce známého systému cvičení pilates. Jejich díla vzájemně rezonovala.
Od roku 1919 začaly vznikat pobočky Labanovy školy po Evropě (zejm. Itálie, Francie a střední Evropa). Laban přišel také s reformou notačního systém - s tzv. kinetografií či labanotací. Je shrnuta především v knize Kinetographie Laban z roku 1928. Ovlivnila nejen moderní tanec a uměleckou avantgardu, ale i studium neverbální komunikace.
Po válce působil zejména v Německu. V letech 1930-1934 byl ředitelem Spojených státních divadel v Berlíně a byl též baletním mistrem Berlínské Státní Opery. Koketoval přitom i s nacisty, byl zvláště v přízni Josepha Goebbelse. Ze svých baletních kurzů vyloučil všechny "neárijské osoby" a v roce 1934 byl jmenován ředitelem Deutsche Tanzbühne. Goebbels ho dokonce pověřil sestavením choreografie pro tisíc tanečníků pro zahajovací ceremoniál olympijských her v Berlíně roku 1936. Avšak zkoušky choreografie Vom Tauwind und der Neuen Freude se Goebbelsovi nelíbily, ideologické vyznění bylo prý špatné a choreografie byla zakázána. Po tomto konfliktu (po němž snad Labanovi i hrozilo zatčení) odešel do Francie, v roce 1938 pak do Anglie.
Zde začal pracovat v taneční škole Kurta Joosse a Sigurda Leedera v Dartington Hallu. Zde potkal Lisu Ullmannovou, která se stala jeho dlouholetou spolupracovnicí i životní partnerkou. K jeho britským žákům patřily Mary Wigmanová či Sophie Taeuber-Arpová. Roku 1946 Laban s Ullmannovou přesídlili do Manchesteru, kde dostali nabídku studovat a posléze zreorganizovat pohyb dělníků v továrně. Labanovi se takto skutečně podařilo zvýšit produktivitu práce. V Manchesteru rovněž otevřeli Art of Movement Studio, kde opět vyučovali moderní tanec. V roce 1953 ho přestěhovali do Addelstonu.